# Século XXI a.C.
Século XXII a.C. - Século XXI a.C. - Século XX a.C.
Inicia no primeiro dia do ano 2100 a.C. e termina no último dia do ano 2001 a.C.

## Eventos

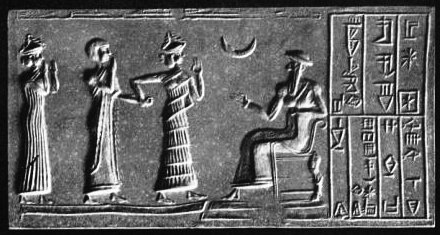
Ur-Nammu (sentado) recebe o poder de Ḫašḫamer, patesi (alto-sacerdote) de Iškun-Sin (cilindro de impressão de selo, cerca de 2100 a.C.).

- cerca de 2100 a.C.–2050 a.C.: Zigurate de Nana, em Ur (moderna Muqaiyir, no Iraque) é construído.
- 2080 a.C.: Guerras da IX dinastia egípcia no Antigo Egito.
- 2071 a.C.: Magh Ithe, primeira batalha registrada dos mitos irlandeses.
- 2070 a.C.: Yu o Grande inicia a Dinastia Xia, não há evidências arqueológicas, alguns chamam este período de cultura Erlitou.
- cerca de 2064 a.C.–1986 a.C.: Guerras das Dinastias Gêmeas no Egito.
- cerca de 2055 a.C.: Acaba o Primeiro Período Intermediário do Antigo Egito. (outra data seria 2040 a.C.).
- cerca de 2055 a.C.: Inicia o Médio Império. (outra data seria 2040 a.C.).
- cerca de 2055 a.C.: Mentuotepe II de Tebas consegue reunificar o Antigo Egito e começa a reger (outra data seria 2040 a.C.).
- cerca de 2055 a.C.–1985 a.C.: Estela Funerária de Amenemés I é feita. XI dinastia egípcia. Escavada em 1915–1916. Está agora no Museu Egípcio, Cairo.
- cerca de 2049 a.C.: Círculo de carvalhos do sítio neolítico Seahenge, na Inglaterra.
- cerca de 2040 a.C.: Acaba o Primeiro Período Intermediário do Antigo Egito. Inicia o Médio Império. Dura da XI-XIV dinastias.
- 2040 a.C.: Início da Dinastia Xia, primeira dinastia e sistema de governo na China.
- 2040 a.C.: Faraó Merykare morre. Fim da X dinastia egípcia. Faraó Mentuotepe II começa a reger. Começa a XI dinastia egípcia.
- 2034 a.C.–2004 a.C.: Guerras entre Ur e amoritas
- cerca de 2009 a.C.–1997 a.C.: Templo funerário de Mentuotepe II é construído.
- 2004 a.C.: Elamitas destroem Ur.
- cerca de 2004 a.C.: Faraó Mentuotepe II morre.
- cerca de 2000 a.C.: Idade do Bronze no Egeu termina.

## Personalidades
- Ur-Nammu.
- Rama, o sétimo avatar de Vishnu.